# Їпсінггейзен
Їпсінггейзен (нід. Jipsinghuizen, нід. вимова: [ˌjɪpsɪŋˈɦœʏ̯zən]) — селище в нідерландській провінції Гронінген. Входить до муніципалітету Вестерволде.
Його площа становить 0,45км², а населення станом на 2021 рік складало 150 осіб.